# Ammodiscidae
Ammodiscidae es una familia de foraminíferos bentónicos de la superfamilia Ammodiscoidea del suborden Ammodiscina y del Orden Astrorhizida. Su rango cronoestratigráfico abarca desde el Cámbrico hasta la Actualidad.

## Discusión
Clasificaciones previas incluían Ammodiscidae en el suborden Textulariina del orden Textulariida.

## Clasificación
Ammodiscidae incluye a las siguientes subfamilias y géneros:
- Subfamilia Ammodiscinae
  - Agathamminoides †
  - Ammodiscoides, también considerada en la subfamilia Turritellellinae
  - Ammodiscus
  - Arenoturrispirillina †, también considerada en la subfamilia Turritellellinae
  - Bifurcammina †
  - Hemidiscus †
  - Rectoammodiscus †
  - Spirillinoides
  - Spirosolenites †
- Subfamilia Tolypammininae, también considerada en la familia Tolypamminidae
  - Ammodiscella †
  - Ammodiscellites
  - Ammolagena
  - Ammovertella †
  - Hemidiscella
  - Saturnella †
  - Serpulopsis †
  - Tolypammina †
- Subfamilia Ammovertellininae
  - Ammovertellina
  - Annectina
  - Gandinella †
  - Glomospira
  - Glomospirella †
  - Pilammina †
  - Pilamminella †
  - Rectoglomospira †
  - Vostokovella †
- Subfamilia Usbekistaniinae
  - Flagrospira †
  - Repmanina
  - Turritellella, también considerada en la subfamilia Turritellellinae
  - Usbekistania

Otras subfamilias consideradas en Ammodiscidae son:
- Subfamilia Paulbronnimanninae
  - Paulbronnimannella †
  - Paulbronnimannia †
- Subfamilia Pilammininae
  - Rectopilammina

Otras subfamilias consideradas en Ammodiscidae son:
- Subfamilia Lituiforminiudinae, también considerada en la familia Tolypamminidae
  - Lituiforminoides, también considerada en la familia Lituotubidae
  - Psammonyx, también considerada en la subfamilia Ammovolumminae
- Subfamilia Paulbronnimanninae
  - Paulbronnimannella †
  - Paulbronnimannia †
- Subfamilia Pilammininae
- Rectopilammina editea

Otra subfamilia inicialmente asignada a Ammodiscidae y actualmente clasificada en otra familia es:
- Subfamilia Ammovolummininae, ahora en la familia Ammovolumminidae

Otros géneros considerados en Ammodiscidae son:
- Adhaerentina † de la Subfamilia Tolypamininae, aceptado como Tolypammina
- Discospirella de la Subfamilia Usbekistaniinae, aceptado como Usbekistania
- Exseroammodiscus de la Subfamilia Ammodiscinae, de posición taxonómica incierta
- Gordiammina de la Subfamilia Usbekistaniinae, aceptado como Glomospira
- Grzybowskiella de la Subfamilia Ammodiscinae, aceptado como Ammodiscus
- Hemigordiellina de la Subfamilia Ammovertellininae, aceptado como Ammovertellina
- Minammodytes † de la Subfamilia Tolypamininae, aceptado como Serpulopsis
- Mjatliukaeina de la Subfamilia Ammovertellininae, aceptado como Glomospirella
- Pila de la Subfamilia Ammovertellininae, aceptado como Pilammina
- Psammophis † de la Subfamilia Tolypamininae, aceptado como Ammovertella
- Seguenza de la Subfamilia Usbekistaniinae, aceptado como Glomospira
- Serpulella † de la Subfamilia Tolypamininae, aceptado como Tolypammina
- Tolypamminella de la Subfamilia Usbekistaniinae, aceptado como Glomospira
- Turritellopsis de la Subfamilia Usbekistaniinae, aceptado como Turritellella

Otro género de Ammodiscidae no asignado a ninguna subfamilia es:
- Baissunella †, de posición taxonómica incierta